# Гиске, Игорь Владимирович
Игорь Владимирович Гиске (3 декабря 1963, Копейск, Челябинская область, РСФСР, СССР) — российский инженер-механик, организатор машиностроительного производства. Генеральный директор Акционерного общества «Курганский машиностроительный завод» (с 2024).

## Биография
Игорь Гиске родился 3 декабря 1963 года в Копейске.
В 1986 году закончил Челябинский политехнический институт, получив специальность инженера-механика, и переехал в Чувашскую АССР.
Трудовую деятельность начал в августе 1986 года на Чебоксарском заводе промышленных тракторов в должности инженера-конструктора главного специализированного бюро по тяжелым промышленным тракторам. В июне 1988 года Игорь Гиске был назначен начальником участка сборочного цеха № 1. Затем он был заместителем начальника этого цеха, начальником СБ-1.
С января 1997 года – начальник сборочного цеха ОАО «Промтрактор — сборочный завод»; с апреля 1997 года по март 2002 года был заместителем директора завода по производству, с марта 2002 года по август 2007 года – директором.
Был руководителем ЗАО «Промтрактор-Вагон» с 2007 по 2010 год. Был депутатом Собрания депутатов города Канаш V созыва по одномандатному избирательному округу № 17.
С 2011 по 2015 годы Игорь Гиске исполнял обязанности исполнительного директора АО «Курганмашзавод», был председателем Курганского регионального отделения ООО «Союз машиностроителей России».
В 2019 году был заместителем генерального директора ЗАО «Чебоксарское предприятие «Сеспель», был председателем Чувашского регионального отделения ООО «Союз машиностроителей России».
И. В. Гиске является генеральным директором АО «Курганмашзавод» с 26 января 2024 года.

## Семья и личная жизнь
Женат. Имеет двух сыновей: Гиске Константин Игоревич — предприниматель, Гиске Дмитрий Игоревич — заместитель руководителя пресс-службы ООО «ККУ «Концерн «Тракторные заводы».
Член ВПП «Единая Россия».

## Награды
- Звание «Заслуженный работник промышленности Чувашской Республики» (2005)
- Почетное звание «Почетный машиностроитель» (награда Минпромторга России) (2024)
- Благодарственное письмо за развитие оборонно-промышленного комплекса России от депутата Госдумы Сергея Лисовского (2024)
- Медаль «За доблестный труд» Общественной общероссийской организации «Союз машиностроителей России»